# كيل (يونكس)
في الحوسبة، kill هو أمر يستخدم في العديد من أنظمة التشغيل الشائعة لإرسال الإشارات إلى العمليات الجارية. الأمر يأخذ وسيطًا يكون في العادة معرف العملية المطلوب إرسال إشارة لها، هناك أمر آخر هو killall يقضي على كل العمليات التي تحمل اسمًا معينًا.

## تطبيقات
في أنظمة التشغيل يونيكس وشبيه يونكس، يعتبر kill هو أمر يستخدم لإرسال إشارة إلى عملية ما. افتراضيًا، تكون الرسالة المرسلة هي إشارة الإنهاء، والتي تطلب إنهاء العملية. لكن القتل شيء من تسمية خاطئة. قد لا علاقة للإشارة المرسلة مع عملية القتل. الأمر kill هو برنامج التفاف حول استدعاء نظام kill() ، والذي يرسل إشارات إلى العمليات أو مجموعات العمليات على النظام، المشار إليها بواسطة معرفات العملية الرقمية (PID) أو معرفات مجموعة العملية (PGIDs). يتم توفير kill دائمًا كأداة مساعدة مستقلة كما هو محدد في معيار بوزيكس. ومع ذلك، فإن معظم الأصداف لديها أوامر kill مدمجة قد تختلف قليلاً عنها.

### أمثلة
يمكن إرسال عملية إشارة SIGTERM بأربع طرق (معرف العملية هو "1234" في هذه الحالة): 
```
kill
 
1234

kill
 
-s
 
TERM
 
1234

kill
 
-TERM
 
1234

kill
 
-15
 
1234

```

يمكن إرسال العملية إشارة SIGKILL بثلاث طرق: 
```
kill
 
-s
 
KILL
 
1234

kill
 
-KILL
 
1234

kill
 
-9
 
1234

```

مثال 
```
$ kill 7

```

### مايكروسوفت ويندوز

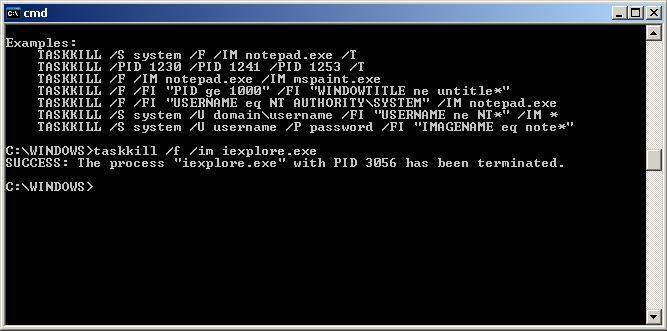
The taskkill command

في مترجم سطر الأوامر الخاص بـ ويندوز باورشل، يعد kill اسمًا مستعارًا للأمر محدد مسبقًا باورشل لـ Stop-Process .
يتضمن نظام التشغيل ويندوز إكس بي وVista و7 مجموعة taskkill الأمر  لإنهاء العمليات. بناء الجملة المعتاد لهذا الأمر هو taskkill /im "IMAGENAME" . تم تضمين إصدار «غير معتمد» kill في العديد من إصدارات مجموعات موارد مايكروسوفت ويندوز المتوفرة لنظام التشغيل Windows 98.

### أمثلة
ابحث عن جميع العمليات التي تبدأ بالحرف "p" الذي طورته Microsoft واستخدم أكثر من 10 ميغابايت من الذاكرة وقتلها: 
```
PS C:\> 
ps 
p
*
 
|
 
where 
{
 
$_
.
Company
 
-like
 
"Microsoft*"
 
-and
 
$_
.
WorkingSet
 
-gt
 
10MB
 
}
 
|
 
kill 
-confirm

Confirm

Are you sure you want to perform this action?

Performing operation "Stop-Process" on Target "powershell (6832)".

[Y] Yes [A] Yes to All [N] No [L] No to All [S] Suspend [?] Help (default is "Y"): A

PS C:\>

```

فيما يلي مثال أبسط يطلب من عملية Explorer.exe إنهاء: 
```
PS C:\> 
taskkill
 
/
im
 
explorer
.
exe

```

يفرض هذا المثال العملية لإنهاء: 
```
PS C:\> 
taskkill
 
/
f
 
/
im
 
explorer
.
exe

```